# Lega Nazionale A 1989-1990 (calcio femminile)
La Lega Nazionale A 1989-1990, campionato svizzero femminile di prima serie, si concluse con la vittoria del FC Seebach.

## Classifica
|  | Pos. | Squadra           | Pt | G  | V  | N | P  | GF | GS | DR  |
|  | ---- | ----------------- | -- | -- | -- | - | -- | -- | -- | --- |
|  | 1.   | Seebach           | 34 | 18 | 16 | 2 | 0  | 84 | 8  | +76 |
|  | 2.   | Berna             | 26 | 18 | 11 | 4 | 3  | 59 | 18 | +31 |
|  | 3.   | Rapid Lugano      | 25 | 18 | 10 | 5 | 3  | 40 | 26 | +14 |
|  | 4.   | Schwerzenbach     | 23 | 18 | 9  | 5 | 4  | 38 | 34 | +4  |
|  | 5.   | Rot-Schwarz Thun  | 18 | 18 | 8  | 2 | 8  | 33 | 38 | -5  |
|  | 6.   | Blue Stars Zurigo | 14 | 18 | 5  | 4 | 9  | 27 | 37 | -10 |
|  | 7.   | Therwil           | 12 | 18 | 5  | 2 | 11 | 23 | 46 | -23 |
|  | 8.   | Weinfelden        | 10 | 18 | 2  | 6 | 10 | 21 | 37 | -16 |
|  | 9.   | Rapperswil        | 10 | 18 | 3  | 4 | 11 | 11 | 49 | -38 |
|  | 10.  | Verdeaux          | 8  | 18 | 2  | 4 | 12 | 16 | 59 | -43 |

Legenda:

      Campione di Svizzera.
      Relegata in 1ª Lega.
Note:

Due punti a vittoria, uno a pareggio, zero a sconfitta.